# Norte Grande
Norte Grande é uma freguesia portuguesa do município de Velas, na ilha de São Jorge, Região Autónoma dos Açores, com 32,06 km² de área e 463 habitantes (censo de 2021). A sua densidade populacional é 14,4 hab./km².
A freguesia tem o nome alternativo de Neves.

## História
A localidade de Norte Grande é um dos maiores núcleos populacionais da parte norte da ilha de São Jorge. Já no ano de 1570 justificava a abertura de um caminho de comunicação com outras localidades próximas. Nesta freguesia existe uma unidade fabril de transformação do leite destinada ao fabrico do Queijo de São Jorge, queijo este que é detentor de Denominação de origem protegida (DOP).
É nesta freguesia a sede da Sociedade Filarmónica Recreio Nortense, fundada em 1931 e que contribuiu bastante para a dinamização sociocultural da localidade.
Foi em torno da igreja primitiva do Norte Grande, a Igreja de Nossa Senhora das Neves, que é a igreja paroquial que estiveram cercados pela população, no ano de 1694, os cobradores de impostos enviados para efectuarem a cobrança do dízimo dos Inhames, originando um dos momentos mais dramáticos da Revolta dos inhames, quando populares do concelho da Calheta cercaram o templo, no qual se tinha refugiado uma força enviada das Velas para conduzir presos alguns lavradores que se recusavam a pagar o dízimo da cultura de inhame.
Este acontecimento teve origem em 1692 quando Francisco Lopes Beirão arrematou, por três anos, o dízimo das miunças e ervagens da ilha de São Jorge pela quantia de 415$000 réis, (moeda da altura) e deu instruções aos seus agentes locais para obrigarem os faltosos a cumprir com o pagamento em falta. Perante a reiterada falta de pagamento, no ano de 1694 solicitou às autoridades concelhias o pagamento coercivo do dízimo.
O cerco apenas foi levantado quando o cura subiu ao campanário e queimou publicamente a lista dos infractores.
Nesta localidade situa-se o Miradouro do Norte Grande, que oferece esplêndidas vistas sobre grande parte da costa norte da ilha de São Jorge.
A esta localidade pertencem várias fajãs, com destaque para a Fajã do Ouvidor e para a Fajã da Ribeira da Areia que pela sua dimensão e quantidade de habitantes então entre as mais importantes fajãs da ilha de São Jorge. A esta freguesia pertencem também os povoados do Santo António e Ribeira da Areia.

## Demografia
A população registada nos censos foi:
| Distribuição da População por Grupos Etários | Distribuição da População por Grupos Etários | Distribuição da População por Grupos Etários | Distribuição da População por Grupos Etários | Distribuição da População por Grupos Etários |
| -------------------------------------------- | -------------------------------------------- | -------------------------------------------- | -------------------------------------------- | -------------------------------------------- |
| Ano                                          | 0-14 Anos                                    | 15-24 Anos                                   | 25-64 Anos                                   | > 65 Anos                                    |
| 2001                                         | 126                                          | 119                                          | 325                                          | 118                                          |
| 2011                                         | 48                                           | 72                                           | 283                                          | 129                                          |
| 2021                                         | 53                                           | 32                                           | 258                                          | 120                                          |

## Património natural
- Pico Verde
- Pico Pinheiro
- Morro Pelado
- Pico do Areeiro
- Fajã do Ouvidor
- Fajã da Ribeira da Areia
- Ribeira da Casa Velha
- Trilho pedestre do Pico do Pedro à Fajã do Ouvidor

## Património construído
- Miradouro do Norte Grande